# TopSolid
Topsolid — система автоматизованого проектування (САПР) CAD / CAM / CAE & PDM[що це?].
За допомогою TopSolid можна створювати: CAD-моделі і креслення деталей і збірок, проводити кінематичний та МКЕ (FEM) аналізи, проектувати прес-форми, штампи, електроди, працювати з листовими матеріалами (метал, тканина...), маючи можливість отримувати розгортки і здійснювати розкрій, конструювати меблі та вироби з дерева, будувати системи трубопроводів, передавати дані між окремими модулями системи, здійснювати імпорт/експорт даних із інших систем (підтримує роботу з прямими інтерфейсами, що підтримують параметрику і асоціативність в процесі передачі), отримувати керуючі програми для верстатів з ЧПК (токарна, фрезерна, багатовісна обробка лазерна та газоплазменна різки, електроерозійна прошивка і вивірка, контроль з програми на координатно-вимірюваних машинах). Програма дає можливість вводити дані за допомогою координатно-вимірювальних машин (КВМ), а також використовувати бібліотеки стандартних деталей, агрегатів і інструмента.